# Adam Politzer

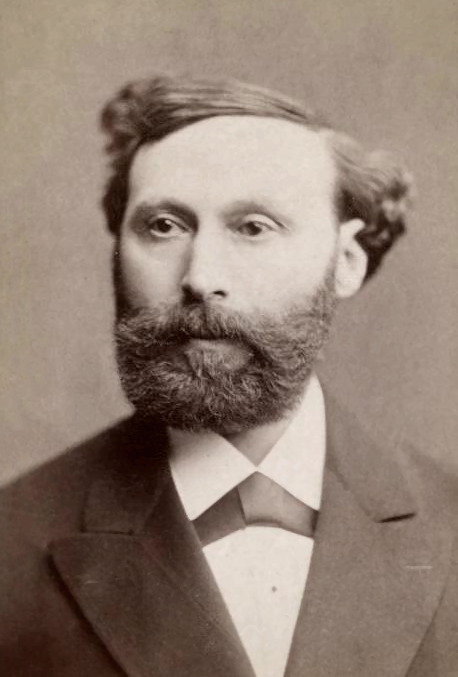
Ádám Politzer

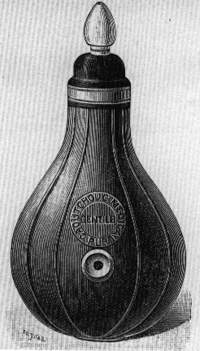
Politzer-Ballon mit Olive

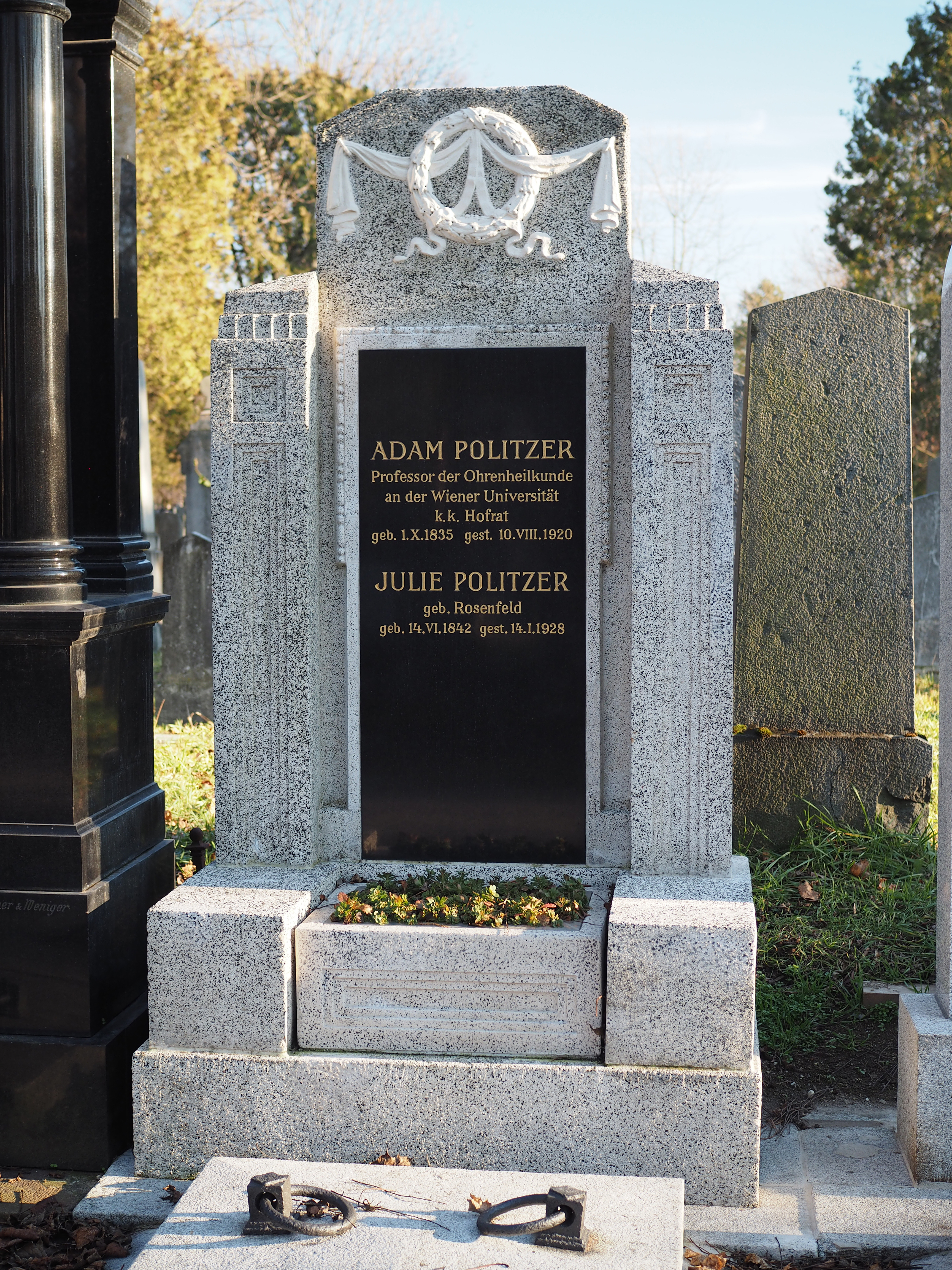
Grab von Adam Politzer auf dem Wiener Zentralfriedhof

Ádám Politzer (* 1. Oktober 1835 in Alberti, Kaisertum Österreich; † 10. August 1920 in Wien) war ein österreichischer Mediziner auf dem Gebiet der Ohrenheilkunde.

## Leben
Adam Politzer studierte in Wien Medizin, insbesondere bei Josef von Škoda, Karl von Rokitansky, Johann von Oppolzer und Carl Ludwig, wobei ihn Oppolzer am meisten beeinflusste.
1859 wurde er in Wien promoviert und arbeitete danach im Laboratorium von Carl Ludwig. Anschließend wurde er u. a. bei
Anton Friedrich Freiherr von Tröltsch, Hermann von Helmholtz, Claude Bernard und Rudolf Albert von Kölliker ausgebildet. Bei Albert von Kölliker in Würzburg studierte er die mikroskopische und makroskopische Anatomie des Labyrinths ebenso wie später bei Joseph Toynbee in London.
Er habilitierte sich 1861 für Ohrenheilkunde, wurde Dozent für Otologie an der Universität Wien und 1871 außerordentlicher Professor. Zusammen mit Josef Gruber (1827–1900) leitete er ab 1873 die Wiener Universitäts-Ohrenklinik. 1913 wurde Politzer in die American Academy of Arts and Sciences gewählt.
Nach Politzer ist eine Methode der aktiven Belüftung der Ohrtrompete durch den Arzt benannt (politzern oder Politzer-Luftdusche, Einblasen von Luft in ein Nasenloch mittels Gummiballon bei verschlossenem zweiten Nasenloch und gleichzeitigem Schlucken, s. Tubensprengung).
Seine letzte Ruhestätte fand Adam Politzer in der Alten Israelitischen Abteilung des Wiener Zentralfriedhofs (1. Tor, Gruppe 8, Reihe 1, Nr. 45).

## Werke
- Die Beleuchtungsbilder des Trommelfells im gesunden und kranken Zustande. W. Braumüller, Wien 1865
- Zehn Wandtafeln zur Anatomie des Gehörorgans. Wien 1873.
- Lehrbuch der Ohrenheilkunde. F. Enke, Stuttgart 1878, 1882, 1893, 1902, 1908.
- Die anatomische und histologische Zergliederung des menschlichen Gehörorgans im normalen und kranken Zustande. Wien 1889.
- Atlas der Trommelfellbilder. (1896)
- Atlas der Beleuchtungsbilder des Trommelfells. Wien 1899.
- Geschichte der Ohrenheilkunde. 2 Bände. F. Enke, Stuttgart 1907 and 1913.
- Atlas und Grundriss der Ohrenheilkunde. Unter Mitwirkung von A. Politzer herausgegeben von Gustav Brühl. München 1901. Band 24 von Lehmanns Medizinische Handatlanten.
- Mitbegründer des Archivs für Ohrenheilkunde (1864), die späteren European Archives of Oto-rhino-laryngology
- Beiträge zu Albert Eulenburgs Real-Encyclopädie der gesammten Heilkunde. Erste Auflage.
  - Band 10 (1882) (Digitalisat), S. 74–77: Ohrenspiegeluntersuchung; S. 77–78: Ohrgeräusche
  - Band 14 (1883) (Digitalisat), S. 3–9: Trommelfell